# Sinhalohelea gansi
Sinhalohelea gansi är en tvåvingeart som beskrevs av Eileen D. Grogan och Art Borkent 1992. Sinhalohelea gansi ingår i släktet Sinhalohelea och familjen svidknott.
Artens utbredningsområde är Sri Lanka. Inga underarter finns listade i Catalogue of Life.